# アレハンドロ・サンス
アレハンドロ・サンス（Alejandro Sanz、1968年12月18日 - ）は、スペイン・マドリード出身のシンガーソングライター。7歳よりギターをはじめ、16歳でデビューした。1997年の『華麗なる世界（Más）』と2000年の『El Alma al Aire』の2つのアルバムはスペイン語圏でトップセールスを記録している。
1996年には日本のアーティストCHAGE&ASKAの楽曲を世界中の一流アーティストがカバーするトリビュート・アルバム『one voice THE SONGS OF CHAGE&ASKA』に参加。

## 受賞歴
- 2001年 ラテン・グラミー賞、年間最優秀レコード、年間最優秀歌曲、最優秀アルバム、最優秀男性ポップ・ボーカル 部門受賞。
- 2002年 ラテン・グラミー賞、年間最優秀レコード、年間最優秀歌曲、最優秀アルバム 部門受賞。
- 2004年 グラミー賞、最優秀ラテン・ポップ・アルバム 部門受賞。
- 2004年 ラテン・グラミー賞、年間最優秀レコード、年間最優秀歌曲、最優秀アルバム、最優秀男性ポップ・ボーカル 部門受賞。
- 2005年 ラテン・グラミー賞、年間最優秀レコード、年間最優秀歌曲 部門受賞。

## ディスコグラフィ

### スタジオ・アルバム
- Los Chulos Son Pa' Cuidarlos (1989年)
- Viviendo Deprisa (1991年)
- Si Tú Me Miras (1993年)
- 3 (1995年)
- 『華麗なる世界』 - Más (1997年)
- El Alma al Aire (2000年)
- No Es lo Mismo (2003年)
- El Tren de los Momentos (2006年)
- Paraíso Express (2009年)
- La Música No Se Toca (2012年)
- Sirope (2015年)
- #ElDisco (2019年)
- Sanz (2021年)
- ¿Y Ahora Qué? (2025年)